# (7153) Vladzakharov
(7153) Vladzakharov ist ein Asteroid des inneren Hauptgürtels, der am 2. Dezember 1975 von der Astronomin
Tamara Michailowna Smirnowa am Krim-Observatorium (IAU-Code 095) in Nautschnyj in der Ukraine entdeckt wurde.
Der Asteroid wurde am 28. Juli 1999 nach dem russischen theoretischen Physiker und Mathematiker Wladimir Jewgenjewitsch Sacharow (1939–2023) benannt, der sich mit nichtlinearer Dynamik beschäftigte.